# Better Life
《Better Life》是F.I.R.飛兒樂團第7張專輯，也是主唱詹雯婷（Faye）退團前的最後一張專輯，發行於2013年12月13日。這張專輯中的〈七號公路〉是為關島觀光局2014年度宣傳歌曲。
乐队表示希望以多元化的曲风和全新的音乐风格探讨人与人之间真实而微妙的情感关系。

## 曲目
1. 七號公路（Route） - 4'34"
2. Light up the way - 4'07"（第三波主打）
3. 天使都哭了（Crying angel） - 4'52" （第四波主打）
4. 是你（It's you） - 3'59"
5. 大航海鬥士（The ocean fighter） - 3'57"
6. I remember - 5'06"（第二波主打）
7. 花瘋（Crazy flora） - 5'58"
8. 千軍破（Clash of kingdoms） - 3'37"
9. 孩子的天空（The children of the sky） - 4'28"
10. Better Life - 3'55"（第一波主打）

## 音樂錄影帶
| 歌曲                       | 導演   | 發佈時間       | 附註 |
| -------------------------- | ------ | -------------- | ---- |
| Better Life                | 陳映之 | 2013年12月9日  |      |
| I remember                 | 陳映之 | 2013年12月17日 |      |
| Light up the way           | MAN    | 2014年1月28日  |      |
| 天使都哭了（Crying Angel） |        | 2014年3月5日   |      |

## 外部連結
- F.I.R. 飛兒樂團【Better Life】 - 華納線上音樂雜誌
- YouTube上的飛兒樂團F.I.R.頻道